# 이슬람 안식클로페디시

이슬람 안식클로페디시(İslâm Ansiklopedisi, İA)는 튀르키예 종교부에서 발행하는 이슬람학을 위한 학술 백과사전이다.

## 역사
이 백과사전 프로젝트의 시작은 1939년 5월 2일부터 5일까지 앙카라에서 열린 제1회 튀르키예 출판물 대회에서 결정되었다. 이 대회에 대한 응답으로 튀르키예 교육부 장관 하산 알리 위첼은 1939년 5월 9일자로 이스탄불 대학교 총장에게 이슬람 백과사전을 튀르키예어로 번역해 줄 것을 요청하는 서한을 보냈다.
이 프로젝트는 처음에는 이스탄불 대학교 문학부 학장인 아흐메트 하밋 온군수가 이끌었지만, 곧 압둘하크 아드난 아드바르가 프로젝트 책임자로 임명되었다. 이슬람 백과사전의 첫 번째 편은 1940년 12월에 출판되었다. 이 프로젝트의 첫 번째 본부는 튀르키예학 연구소 건물에 위치했는데, 이후 이스탄불 대학교 교수 기숙사로 사용되었다. 본부는 1947년에 세이드 하산 파샤 마드라사로 이전되었고, 백과사전은 1987년에 완성되었다.

## 같이 보기
- 이슬람 백과사전